# Signed by The Cats
Signed by The Cats is een muziekalbum van The Cats uit 1972. De elpee kent vooral werk van Cees Veerman en Piet Veerman en een nummer van Arnold Mühren en een gezamenlijk nummer met Jaap Schilder. De elpee behaalde de goudstatus en werd in 1989 en 2006 nogmaals uitgebracht op cd.

## Nummers
| Nummer | Naam                     | Geschreven door                              | Duur | Opmerkingen |
| --- | ------------------------ | -------------------------------------------- | ---- | ----------- |
| A1 | Trying to explain        | Piet Veerman                                 | 3:30 |             |
| A2 | Let's follow the sun     | Cees Veerman                                 | 3:25 |             |
| A3 | Conclusions              | Piet Veerman                                 | 3:25 |             |
| A4 | The end of the show      | Cees Veerman                                 | 4:35 |             |
| A5 | Let's dance              | Piet Veerman                                 | 3:20 |             |
| B1 | Come on girl             | Piet Veerman                                 | 3:10 |             |
| B2 | I saw her at the station | Cees Veerman                                 | 3:30 |             |
| B3 | How did you feel         | Arnold Mühren                                | 3:15 |             |
| B4 | You don't know me        | Arnold Mühren, Jaap Schilder en Piet Veerman | 3:20 |             |
| B5 | Dreams                   | Piet Veerman                                 | 6:35 |             |
| Later zijn er van dit album opnieuw versies op cd uitgebracht waarop bonustracks staan. Deze cd is net als alle andere platen van The Cats in 2014 opgenomen in het verzamelwerk Complete. Op deze uitgave waren de bonustracks als volgt: |                          |                                              |      |             |
| 11. | I've been in love before | Cees Veerman                                 | 4:33 |             |
| 12. | There has been a time    | Arnold Mühren                                | 3:40 |             |